# 주교요지
주교요지(主敎要旨)는 정약종이 순 한글로만 지은 천주교 교리 해설서이다. 이 책은 조선 천주교회가 공식적으로 간행한 최초의 한글 교리서이자 조선 천주교인이 쓴 최초의 교리서라는 점에서 가치가 있다. 1801년 신유박해의 위기에 직면했던 시기를 전후하여 천주교인들로 하여금 신앙의 정체성을 정립하게 해주었다. 주문모 선교사는 "이 책이 이 나라에서 꼴과 땔나무보다도 더 요긴하다."라고 평하였다.
정약종이 《주교요지》를 저술한 이유는 한자를 모르는 신자나 부녀자, 어린아이들도 교리를 쉽게 이해할 수 있도록 하기 위함이었다. 또한 핵심 교리들을 발췌하여 엮음냄으로써 유학자들의 천주교 비판에 대응하기 위해서였다. 특히 안정복이 쓴 《천학문답》은 그동안 전교에 큰 장애가 되어왔었다.

## 판본 및 구성
국문목판본과 국문활자본이 남아 있는데 몇 군데 자구의 수정이 다를 뿐 내용상 차이는 없다. 많은 연구자들이 그렇게 생각해 왔으나, 1895년에 간행된 목판본과 1897년에 나온 활자본은 내용상 차이가 있다. 목판본의 저본으로 여겨지는 필사본도 존재하는 등, 《주교요지》는 여러 종류의 판본이 있고, 내용도 서로 차이가 많이 난다.
순한글로 서민들이나 부녀자들도 볼 수 있도록 되어 있고, 마테오 리치가 지은 《천주실의》처럼 문답식으로 구성되어 있다.

## 내용
상편은 그리스도교 자연철학의 호교적인 이론의 전개이며, 하편은 계시(啓示)를 중심으로 한 구속론(救贖論)으로 되어 있다. 전 32조로 장·절은 구분되어 있지 않으나 천주의 존재증명(5조목), 천주의 속성(9조목), 속론배제(俗論排除, 4조목), 불교비판(9조목), 천주의 상벌(5조목) 등으로 나눌 수 있다. 《천주실의》의 내용·순서와 약간의 차이가 있을 뿐 의미상 동일한 내용임을 알 수 있다. 그러므로, 정약종이 《천주실의》를 바탕으로 자신의 경험과 사상을 첨가해가면서 대중적으로 쓴 것이라고 볼 수 있다.
상편과 하편의 소주제들은 다음과 같이 11가지 항목으로 분류할 수 있다.
1. 천주의 존재 증명(1-5항)
2. 천주의 속성(6-16항)
3. 타종교에 대한 비판(17-27항)
4. 권선징악 및 종말론(28-32항)
5. 천지창조론(33항)
6. 타락(34항)
7. 강생과 대속(35항)
8. 부활 승천(36-38항)
9. 재림 심판(39항)
10. 그리스도의 구속사역(40-41항)
11. 그리스도인의 삶(42-43항)